# Día perfecto
Día perfecto fue un programa de televisión uruguayo de género magacín emitido por Teledoce desde el 3 de mayo de 2010 hasta el 10 de julio de 2015, siendo reemplazado por Desayunos informales y teniendo cinco temporadas en total. Fue conducido por Alejandro Figueredo y Catalina Ferrand.

## Programa
El programa es un programa de magazine clásico, con noticias, humor, invitados especiales, panelistas, móviles, espectáculos, etc. Fue conducido por Alejandro Figueredo y Catalina Ferrand y contó con un panel conformado a lo largo de sus emisiones por Federico Buysán, Ximena Barbé, Fernando Tetes, Sofía Rodríguez, Juan Hounie, Varina de Césare, Martín Pacheco, Marcel Keoroglian, María Jesús Fabini, Martina Graf, Nelson Fernández, entre otros.